# Beverstedt
Beverstedt (bas allemand : Bevers) est une commune allemande située au nord du pays, dans l'arrondissement de Cuxhaven du Land de Basse-Saxe.

## Quartiers
- Appeln
- Beverstedt
- Bokel
- Frelsdorf
- Heerstedt
- Hollen
- Kirchwistedt
- Lunestedt
- Stubben
- Wellen
- Wollingst

## Évolution démographique
| Année     | 1987   | 1992   | 1997   | 2002   | 2007   | 2008   | 2009   | 2010   | 2011   |
| --------- | ------ | ------ | ------ | ------ | ------ | ------ | ------ | ------ | ------ |
| Habitants | 12 463 | 12 787 | 13 663 | 14 314 | 13 725 | 13 783 | 13 725 | 13 694 | 13 615 |

## Histoire
Beverstedt a été mentionné la première fois dans un document de 1228 comme Beversate sous le règne du gouverneur de l'empire (Reichsgubernator) Noah Van Rönner.
Beverstedt faisait partie de la principauté archiépiscopale de Brême. En 1648, la principauté-archiépiscopale fut transformée en duché de Brême, qui fut d'abord gouverné en union personnelle par la Couronne suédoise, puis, à partir de 1715, par la Couronne hanovrienne. En 1823, le duché fut aboli et son territoire devint une partie de la région de Stade, région faisant aujourd'hui partie de la Basse-Saxe.
Beverstedt était le siège de l'ancienne Samtgemeinde (commune collective) de Beverstedt.